# Salce Elvira
María Salceda Elvira Gómez (Tendilla, 1948-8 de febrero de 2023) conocida como Salce Elvira, fue una historiadora, sindicalista y profesora española.

## Biografía
Perteneciente al Sector Crítico de Comisiones Obreras.
Militante del Partido Comunista de España y de CCOO desde su juventud, durante el franquismo fue encarcelada en diversas ocasiones, en una de ellas fue defendida por Cristina Almeida.
Fue durante varios años responsable de la Secretaría de Empleo del sindicato (hasta el 6.º Congreso, enero de 1996) y una de las principales dirigentes desde ese año del Sector Crítico. Miembro de la Comisión Ejecutiva Confederal de CCOO, de la Presidencia Federal de Izquierda Unida y miembro del Consejo Social de la Universidad Politécnica de Madrid en representación de dicho sindicato.
Fue licenciada en Historia. En 1992 despedida de la empresa metalúrgica Westinghouse. Ejerció como profesora técnica de Formación Profesional. Falleció el 8 de febrero de 2023 a los 75 años.